# 182
Glej tudi: število 182
182 (CLXXXII) je bilo navadno leto, ki se je po julijanskem koledarju začelo na ponedeljek.

## Dogodki
- 1. januar